# Charles Immanuel Forsyth Major
Pour les articles homonymes, voir Major.
Charles Immanuel Forsyth Major est un paléontologue et un zoologiste suisse, né en 1843 et mort en 1923.
Il explore Madagascar de 1894 à 1896 et l’Italie ; il effectue également des recherches en Corse. Charles Immanuel Forsyth Major est devenu membre de la Royal Society le 7 mai 1908.